# Kanton Lille-Sud-Est
Der Kanton Lille-Sud-Est war bis 2015 ein französischer Wahlkreis im Arrondissement Lille, im Département Nord und in der Region Nord-Pas-de-Calais. Sein Hauptort war Lille. Vertreter im Generalrat des Departements war zuletzt von 2004 bis 2015 Marc Godefroy (PS).

## Gemeinden
Der Kanton Lille-Sud-Est hatte 44.656 Einwohner (Stand: 1. Januar 2012). Er umfasste neben einem Teil der Stadt Lille (angegeben ist hier die Gesamteinwohnerzahl, in diesem Kanton waren es etwa 4.500 Einwohner) und weitere drei Gemeinden:
| Gemeinde         | Einwohner Jahr | Fläche km² | Bevölkerungsdichte | Code INSEE | Postleitzahl        |
| ---------------- | -------------- | ---------- | ------------------ | ---------- | ------------------- |
| Faches-Thumesnil | 17.497 (2013)  | 4,62       | 3787 Einw./km²     | 59220      | 59155               |
| Lezennes         | 3.173 (2013)   | 2,14       | 1483 Einw./km²     | 59346      | 59260               |
| Lille            | 231.491 (2013) | –          | – Einw./km²        | 59350      | 59000; 59033; 59800 |
| Ronchin          | 18.570 (2013)  | 5,42       | 3426 Einw./km²     | 59507      | 59790               |